# Hrvatsko narodno kazalište u Osijeku
Hrvatsko narodno kazalište u Osijeku (HNK) osnovano je 1907. godine. Najznačajnije je i najpoznatije kazalište u Osijeku i Slavoniji.

## Povijest
Prije osnutka kazališta, prva predstava održana je 1735. u Isusovačkoj klasičnoj gimnaziji. Desetljećima nakon toga započelo je dugotrajno djelovanje različitih njemačkih trupa i kazališta na osječkoj sceni.
Tek 31. prosinca 1866. otvorena je kazališno projektirana zgrada, u kojoj se HNK i danas nalazi. Projektirao ju je Karlo Klausner, a krase je odlike historicizma s dodatnim elementima maurske arhitekture. Gledalište je u baroknom tlocrtu.
Zgrada HNK-a nekoliko je puta obnavljana i dorađivana, vrlo detaljno 1985. godine. Međutim, tijekom srpske opsade Osijeka u Domovinskom ratu teško je stradala, kada ju je 16. studenog 1991. srpsko topništvo iz okupirane Baranje namjerno gađalo zapaljivim fosfornim projektilima, što je uzrokovalo urušavanje krovišta u gledalište. Tako je osječki HNK svoju 85. sezonu dočekao kao beskućnik. No, već 1994. kazalište je obnovljeno, a svečanom otvorenju obnovljene zgrade kazališta 27. prosinca 1994. nazočio je i tadašnji predsjednik Republike Hrvatske Franjo Tuđman.
Uz petnaestak stalnih naslova, kazalište organizira Dane otvorenoga kazališta, Krležine dane, izvodi Novogodišnje koncerte, Lipanjske operne noći, te aktivno doprinosi programu Osječkog ljeta kulture.
Višegodišnji (1981. – 1993.) je intendant osječkog HNK bio Zvonimir Ivković. Kapacitet dvorane je 500 sjedala.

## Vanjske poveznice
- Hrvatsko narodno kazalište u Osijeku  Arhivirana inačica izvorne stranice od 8. ožujka 2022. (Wayback Machine)

45°33′35″N 18°40′33″E / 45.5597860215963°N 18.6759048700333°E